# Tibia (Zeitschrift)
Tibia (in der Schreibweise des Verlages TIBIA) ist eine Fachzeitschrift für Holzbläser. Sie dient sowohl Block- und Querflötenspielern als auch Oboisten und  Fagottisten als Informations- und Diskussionsorgan. Auch Spieler historischer Holzblasinstrumente, Orchestermusiker und Instrumentenbauer kommen mit ihren Themen in diesem Magazin vor. Tibia wird herausgegeben von Moeck Musikinstrumente + Verlag Dr. Hermann Moeck in Celle. Das Magazin für Freunde alter und neuer Holzbläsermusik erscheint seit 1976, zunächst dreimal jährlich und später in der Regel in jedem Quartal. Die Printausgabe wurde 2019 eingestellt, seit 2020 werden neue Artikel ausschließlich im Online-Portal veröffentlicht.
Das Magazin behandelt aufführungspraktische Fragestellungen im Blick auf Holzblasinstrumente. Zugleich gibt es Hinweise auf historische und aktuelle Noteneditionen, würdigt Interpreten und Komponisten im Blick auf Holzblasinstrumente, beleuchtet Aspekte des Instrumentenbaus von der Antike bis zur Gegenwart, informiert über wichtige Konzerte, Wettbewerbe und Festivals und reflektiert kritisch das Musikleben. Zielgruppe ist sowohl der Profi, als auch der engagierte Laie.